# Ambulanță
Ambulanța este un autovehicul din cadrul serviciului de ambulanță, destinat transportului de persoane bolnave sau accidentate spre sau între locurile de tratament sau unitățile de primiri ale urgențelor(U.P.U.).

## Tipuri și funcții de ambulanțe
Ambulanțele pot îndeplini mai multe funcții și pot fi echipate sau nu cu diferite aparate și dispozitive după cum urmează:
- Ambulanță destinată urgențelor: cea mai des întâlnită, este prezăvută cu echipaj medical: medic, asistent, aparatură și medicație de prim ajutor și asigură restabilirea medicală a pacientului și transportul acestuia la cel mai apropiat punct de primire urgențelor. Aceste autovehicule ale ambulanței pot fi furgonete, elicoptere, avioane, bărci cu motor.
- Ambulanță destinată transportului pacienților între două două unități sanitare: Acestea transportă bolnavii între spitale sau clinici acolo unde nu există dotări (dializă, neurochirurgie etc.)
- Ambulanțe ale organizațiilor caritabile: aceste ambulanțe se deplasează la locuințele pacienților imobilizați la domiciliu pentru a desfășura unele tehnici sanitare sau medicale. Aceste ambulanțe pot deservi și persoane care rămân imobilizate și din cauza condițiilor meteorologice (drumuri înzăpezite etc) sau altor calamități.

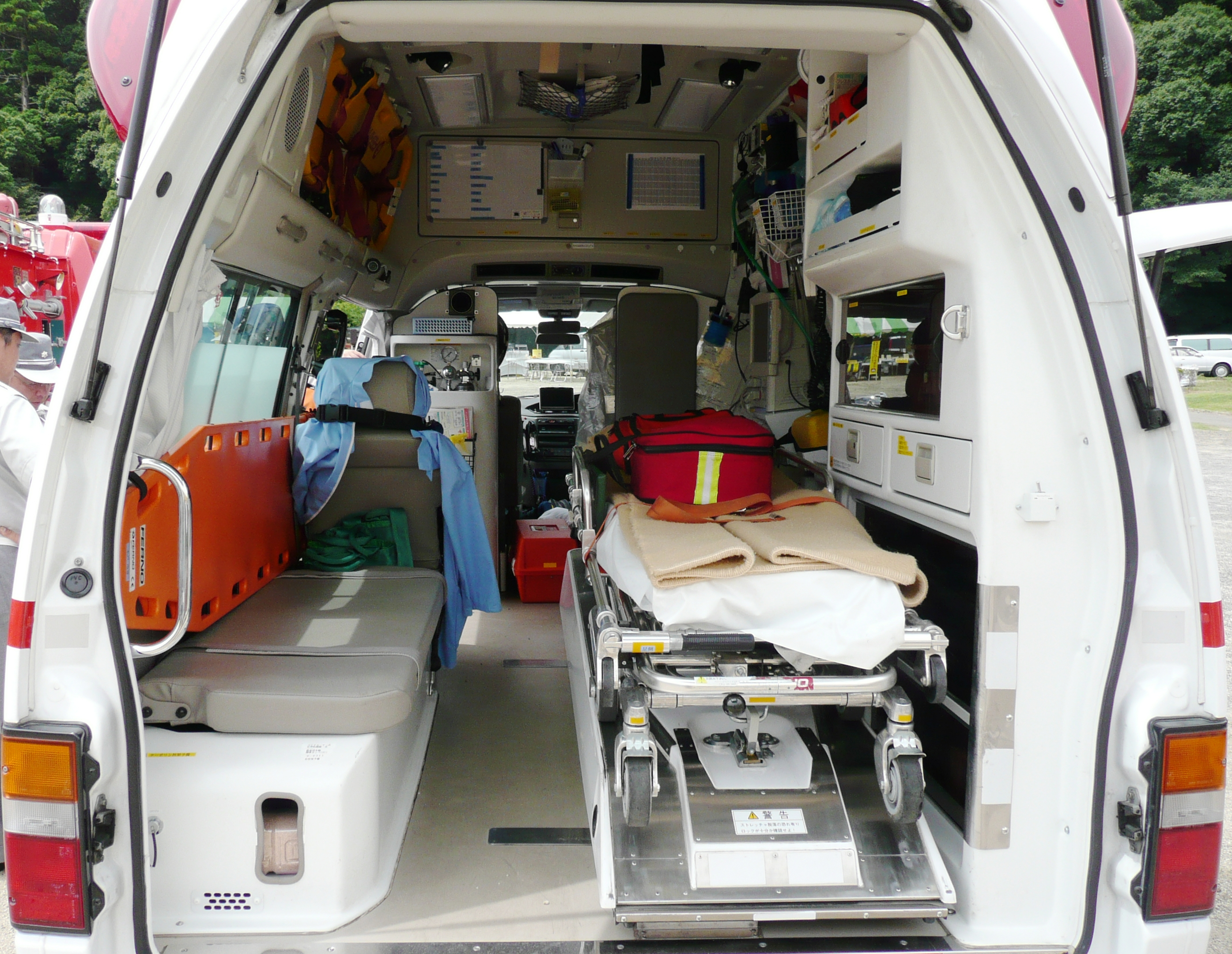
Interiorul unei ambulanțe

## Echipament
În afară de medicația de urgență, ambulanțele pot fi dotate cu următoarele aparate sau dispozitive:
- stație radio de emisie recepție - una dintre cele mai importante dotări deoarece îndrumă echipajul spre destinație și poate pune echipajul în contact cu spitalul pentru schimbul de informații.
- circuit închis de televiziune - cele mai noi salvări au în dotare camere care înregistrează activitatea dinăuntrul autovehiculului.
- targa pentru transportul bolnavilor sau accidentaților până la autovehicul sau de la acesta la camera de primiri urgențe.
- iluminare specială albastră sau roșie destinată pacienților cu fotosensibilitate
- aer condiționat
- oxigen
- aparate care asigură stabilizarea și monitorizarea funcțiilor vitale
- girofaruri și sirenă pentru atenționarea celorlalți participanți la trafic.

## Echipaj
Există nivele diferite de calificare pe care echipajul ambulanței le poate deține, de la deținerea unei calificări oficiale până la a avea la bord un medic complet calificat. Majoritatea serviciilor de ambulanță necesită cel puțin doi membri ai echipajului să fie pe fiecare ambulanță (unul să conducă și unul să asiste pacientul). Se poate întâmpla ca doar însoțitorul să fie calificat, iar șoferul să nu aibă pregătire medicală. În unele țări, o ambulanță avansată de asistență vitală poate fi echipată de un paramedic și un tehnician.
Calificările comune ale echipajului de ambulanță sunt:
- Primul răspuns - O persoană care ajunge primul la locul incidentului[1]  și a cărei sarcină este de a oferi îngrijiri critice timpurii, cum ar fi resuscitarea cardiopulmonară (RCP) sau utilizarea unui defibrilator extern automat (DEA). Primele persoane care sunt la fața locului pot fi trecători, după care sosesc serviciile de ambulanță, pompierii, poliția sau alte agenții care trebuie să creeze condiții celor care iau primele masuri de prim ajutor, se creează culoare, etc. Cei care intervin pot fi de serviciu, sau la o altă agenție, voluntari care sunt de gardă în timpul liber.
- Șofer de ambulanță- Unele servicii angajează personal fără calificare medicală (sau doar pregătire de bază în prim ajutor) al cărui rol este să conducă pur și simplu vehiculul.
- Șofer de ambulanță/ Lucrător de asistență de asistență de urgență (ECA/ECSW) - Membrii unei ambulanțe de primă linie care conduc vehiculele atât în condiții de urgență, cât și în condiții non-urgente până la locul incidentului. Rolul lor este de a transporta tehnicianul, fie paramedicul  care lucrează.
- Un tehnician medical de urgență ( EMT ), cunoscut și ca tehnician de ambulanță , este un profesionist din domeniul sănătății care oferă servicii medicale de urgență. EMT-urile se găsesc cel mai frecvent în ambulanțe.
- EMT sunt adesea angajați de serviciile de ambulanță private, de agențiile municipale EMS, de guverne, spitale și departamente de pompieri. Unele EMT sunt angajați plătiți, în timp ce alții (în special cei din zonele rurale )sunt voluntari .
- Asistent medical înregistrat (RN) - În unele sisteme, asistenții medicali sunt furnizorii principali de îngrijire la nivel avansat pe ambulanțe, adesea în locul paramedicilor.
- Paramedic
- Medicul de urgență.

## Galerie

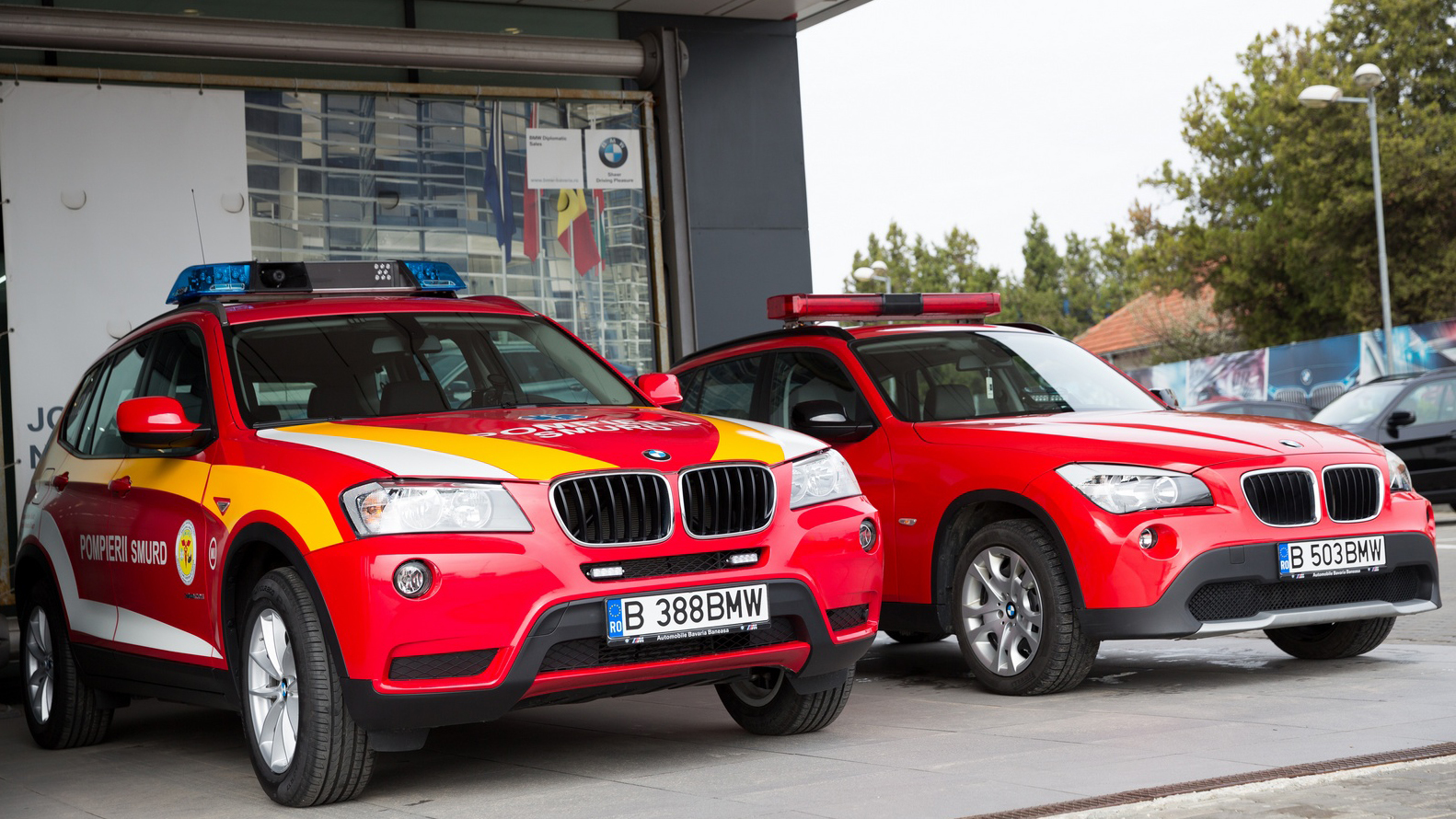
Ambulanțe SMURD
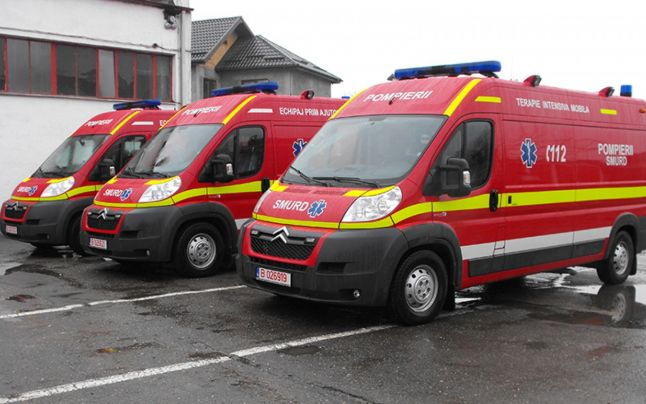
Ambulanțe ale pompierilor profesioniști(SMURD)
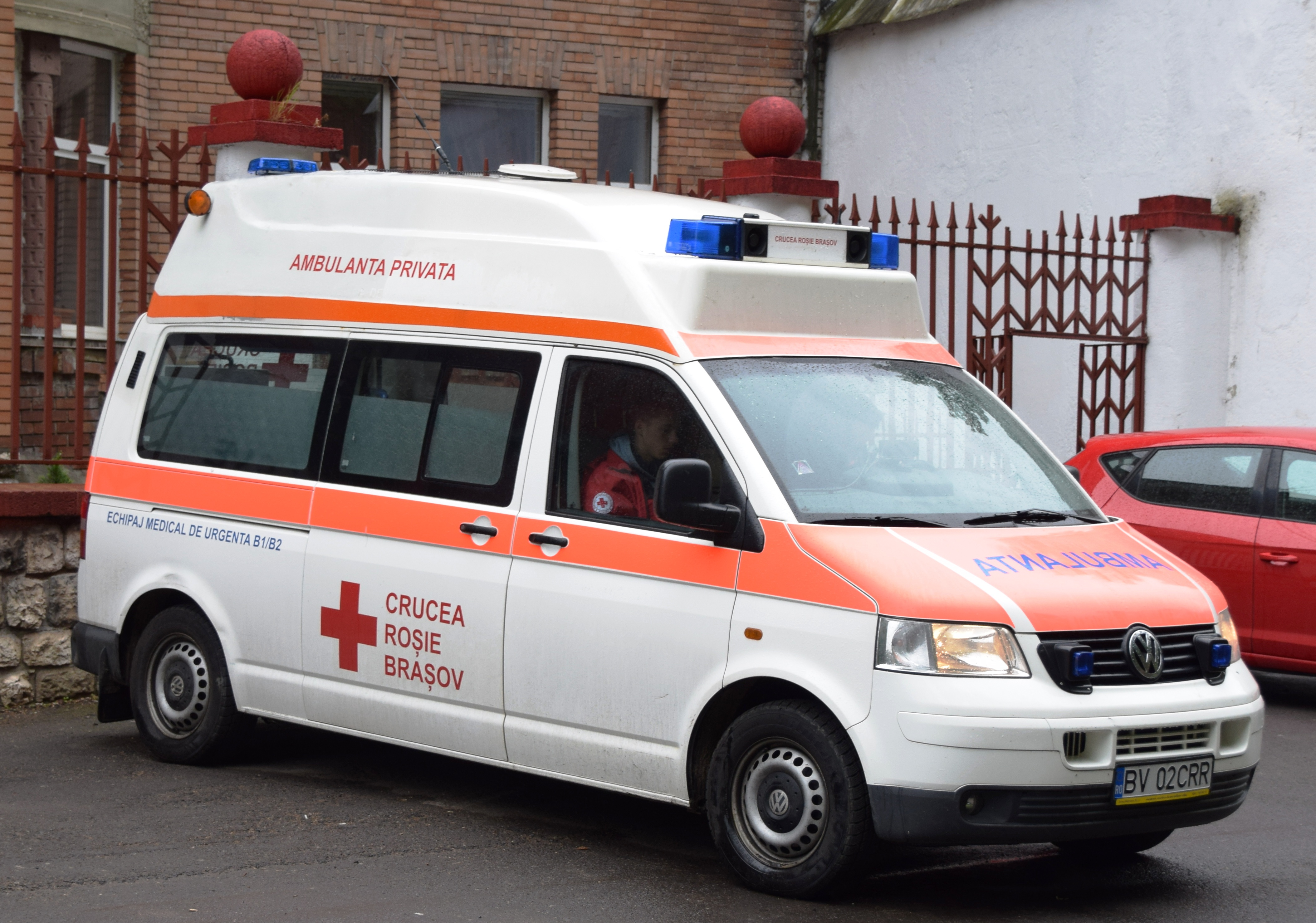
Ambulanță
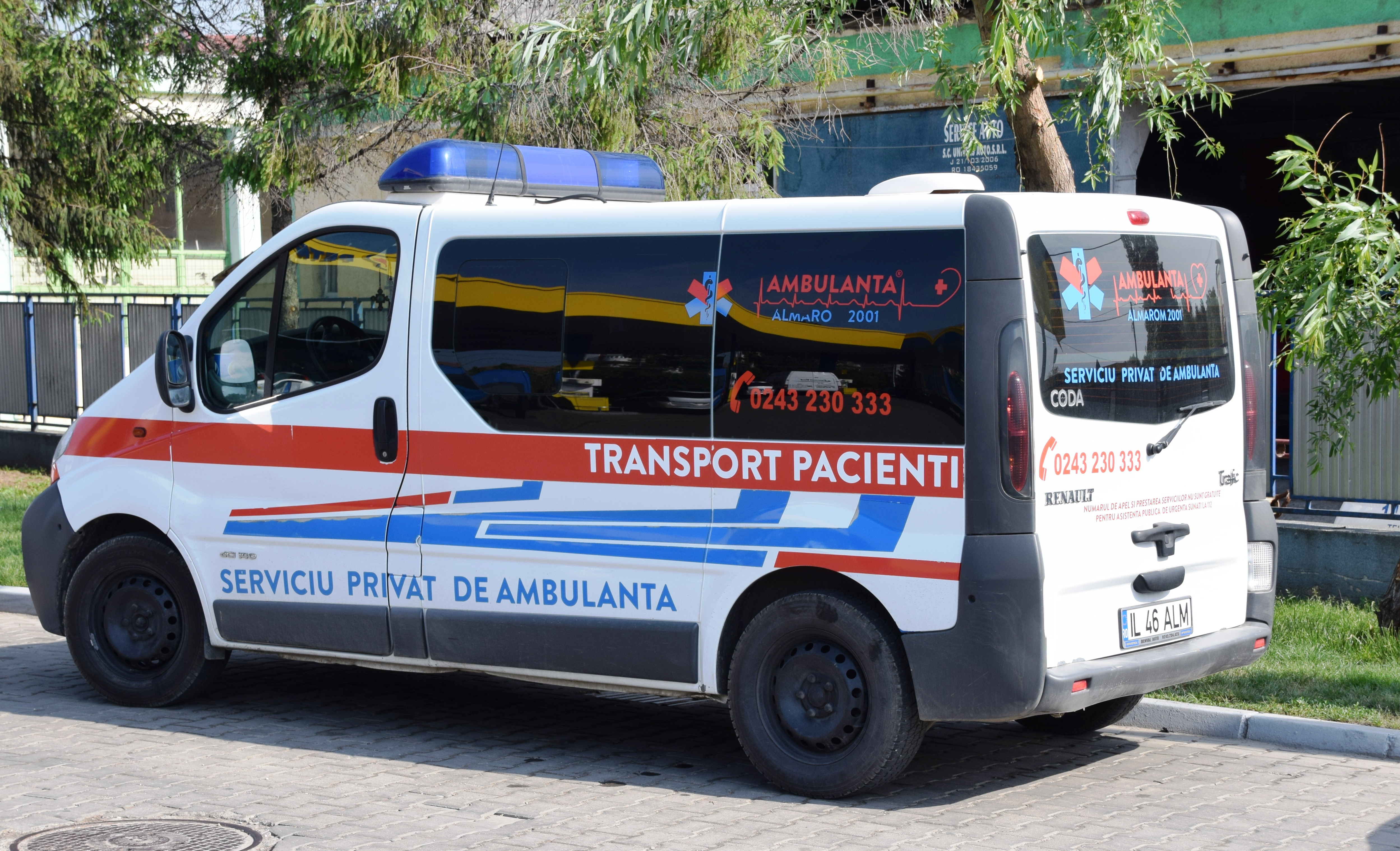
Ambulanță privată
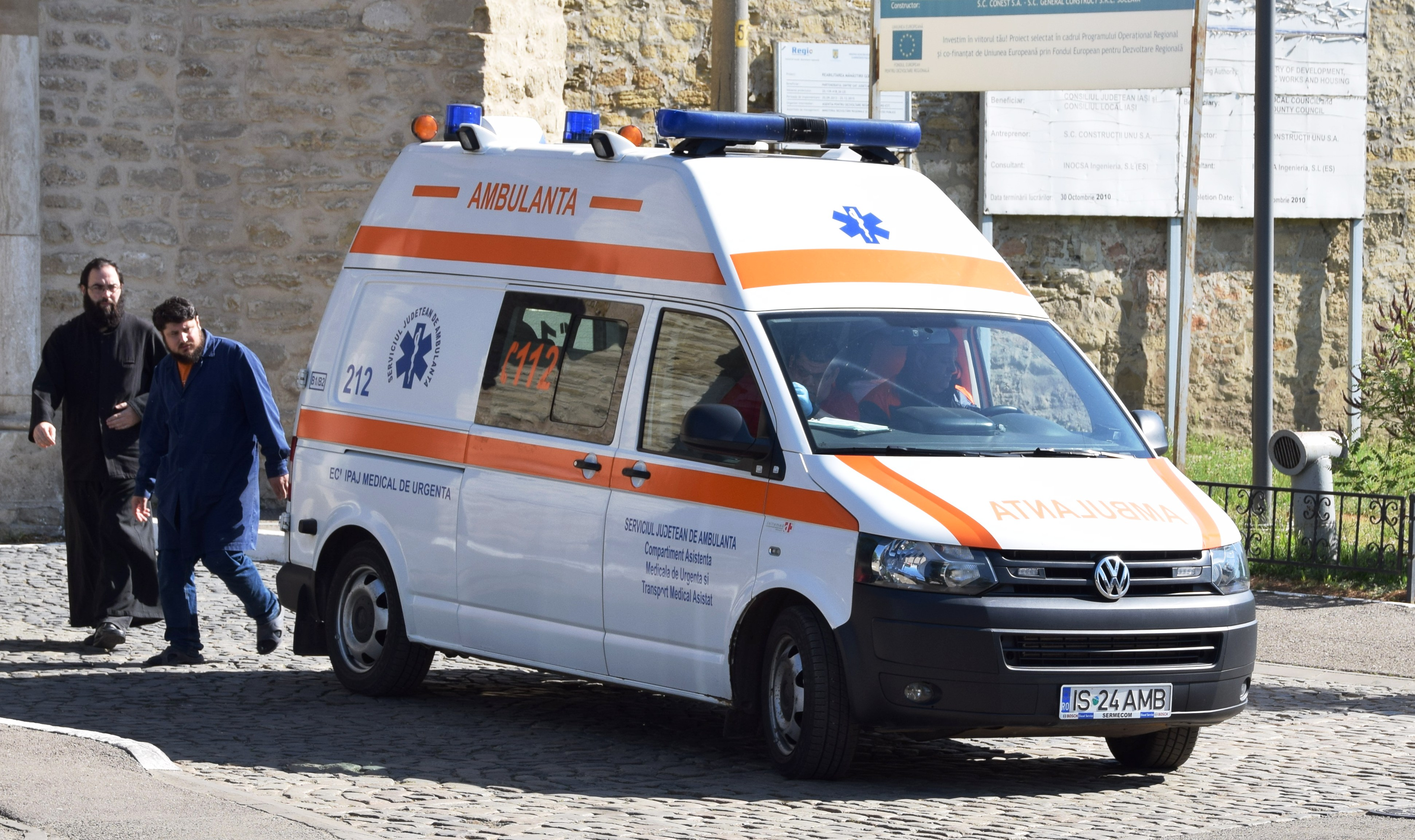
Ambulanță

## Legături externe

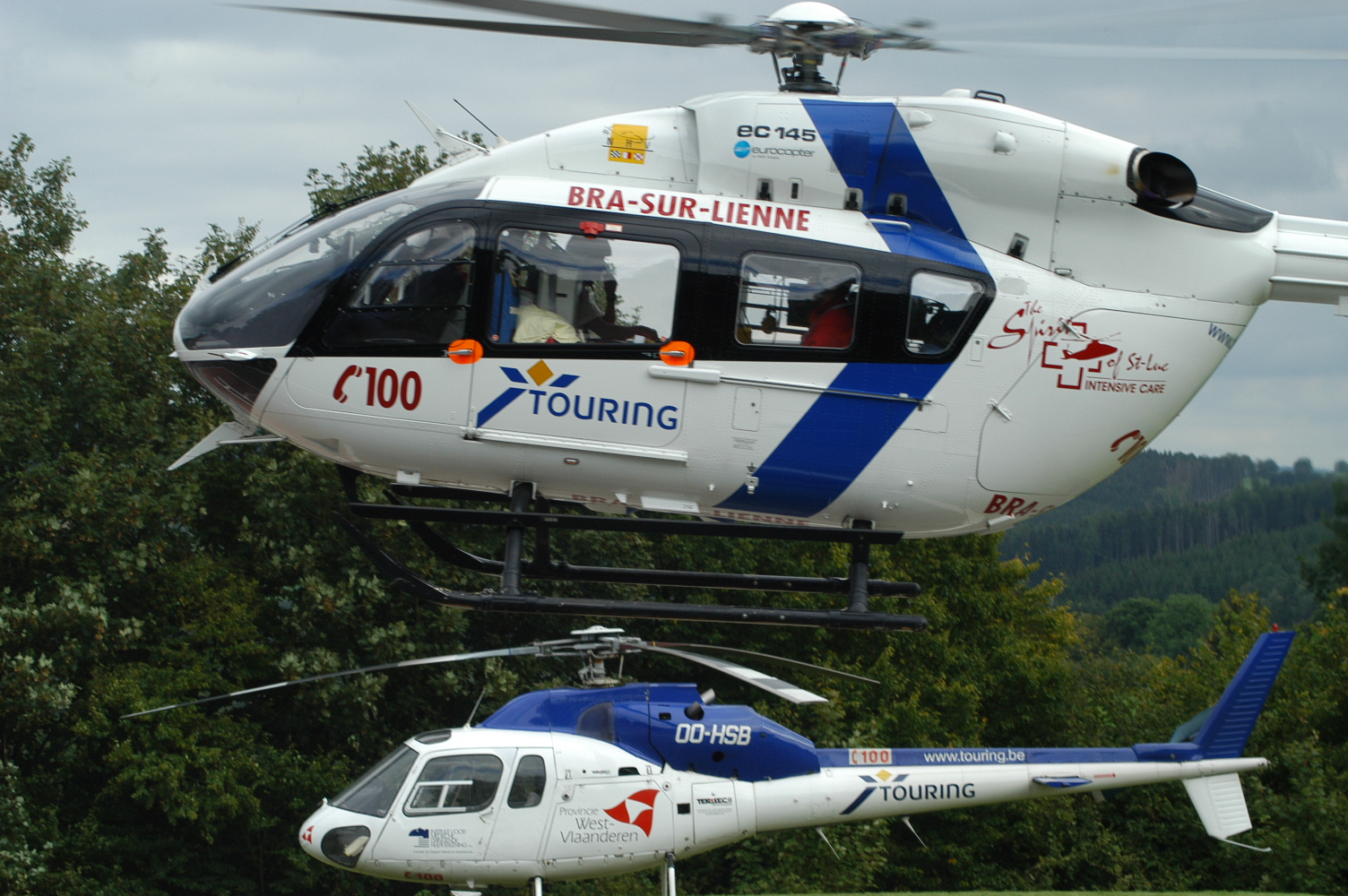
Elicoptere destinate serviciului de ambulanță

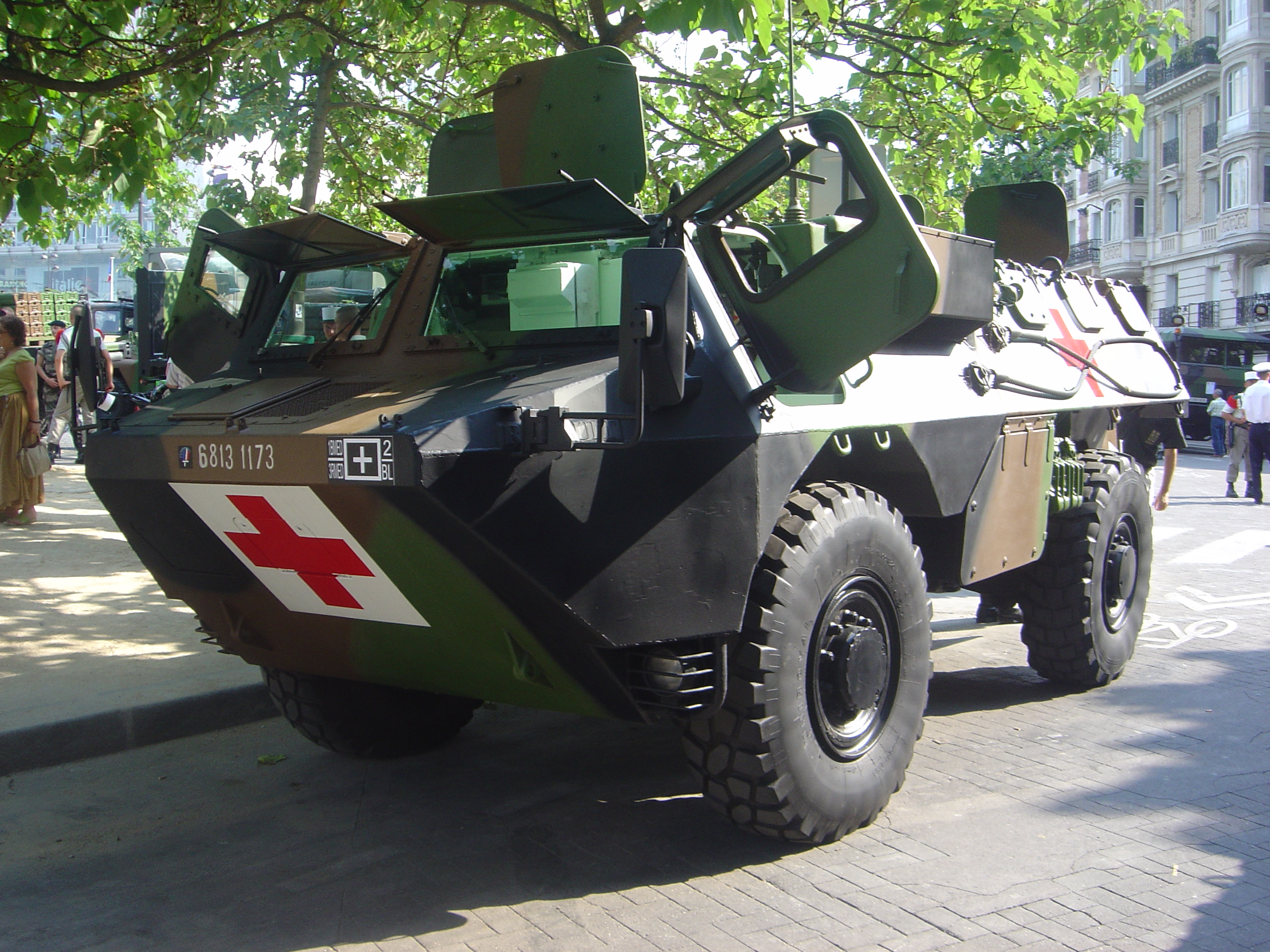
Ambulanță militară franceză